# Hervé Villechaize
Hervé Jean-Pierre Villechaize (Paris, 23 de abril de 1943 — Los Angeles, 4 de setembro de 1993) foi um ator francês. 

## Biografia
Iniciou sua carreira como pintor em Paris, mas a disciplina exigida na profissão fê-lo afastar-se da pintura, indo morar nos Estados Unidos em busca de espaço como ator.
Estudou com a professora de teatro Julie Bovasso. Seu papel cinematográfico mais famoso foi no filme de James Bond em 007 Contra o Homem com a Pistola de Ouro, vivendo o capanga Nick Nack, um dos integrantes terroristas. O seu personagem era o capanga do vilão Francisco Scaramanga. 
Na televisão, ficou conhecido pelos personagem Tattoo do seriado A Ilha da Fantasia  da série francesa Deux Oissons. O ator teve uma aparição rápida no filme Apertem os Cintos... o Piloto Sumiu 2!. Villechaize foi casado três vezes.
Apesar de ser parte fundamental no sucesso da série A Ilha da Fantasia, Villechaize foi demitido nos últimos anos do programa e mergulhou em um período de depressão e alcoolismo. Sua demissão esteve relacionada a uma questão salarial, mas pode ter contribuído as acusações de assédio sexual praticados pelo ator durante as filmagens, assim como seu gênio difícil de lidar. Roger Moore, que contracenou com Hervé em 007 Contra o Homem com a Pistola de Ouro, declarou que ele era "um maníaco sexual, e que tinha um desejo anormal por mulheres".
Além de se envolver com álcool, ele teve problemas com seus órgãos internos que, apesar do corpo pequeno (media apenas 1,19m de altura quando adulto), tinham o tamanho dos órgãos de um ser humano de estatura normal. Com o passar dos anos, os órgãos foram se comprimindo no pequeno espaço torácico, o que provocava dores insuportáveis. Em 4 de setembro de 1993 Hervé escreveu uma carta com uma longa mensagem de despedida e cometeu suicídio com um tiro no tórax em sua casa, em Hollywood, aos 50 anos.

### Morte
Hervé Villechaize cometeu suicídio aos 50 anos, na manhã do dia 4 de setembro de 1993, na sua casa em Hollywood. Antes, escreveu uma nota de suicídio para sua namorada Kathy Self, pegou um gravador de voz e foi para o quintal da casa. Ligou o equipamento e gravou uma mensagem para Kathy, dizendo que não podia mais viver assim, que sempre havia sido um homem orgulhoso e sempre quis que ela se orgulhasse dele também, e que estava fazendo o que tinha que fazer. Pediu ainda que todos os seus bens fossem para ela e que todos soubessem que ele a amava. Encostou-se na porta de vidro deslizante que havia no quintal, colocou um travesseiro contra o tórax e disparou a pistola contra o travesseiro. A bala atravessou o tórax de Herve, estilhaçou a porta de vidro, atravessou o armário da cozinha e ficou alojada na parede. O gravador captou o som de Herve engatilhando a pistola e pouco depois o ressoar do tiro mortal. Pouco tempo depois Kathy encontrou Hervé ainda com vida e o levou ao Centro Médico de North Hollywood. Às 15h40 o ator foi declarado morto. Seu corpo foi cremado e as cinzas espalhadas no mar, próximo a Point Fermin, na Califórnia.
Eu faço a coisa certa. A partir dos seis anos de idade, eu sabia que não havia lugar para mim. Quem poderia acreditar que não é meu melhor amigo ilegível chamar minha mãe para atender a Q's. Espero que ela não vai incomodar. Eu ainda estou vivo. Por favor, saibam que Katthy tem direito segundo as leis por causa da minha saúde a meus pertences incluindo os direitos de minhas obras, filmes e textos, etc. Eu também te amo, que é apenas um dos meus problemas. Mãe! Meus irmãos e você não existe em meu coração, você simplesmente não se importam, mas mesmo nunca, desde 1955, lembra? Katthy fez o melhor que podia. Você não. Então, ela merece tudo.

Isto vai por um pouco ... Eu não posso perder com uma bala dum dum - Ha! Ha! Ninguém sabia que a minha dor - 40 anos - ou mais. Eu tenho que fazer isso lá fora, dá menos problemas.— Nota escrita por Hervé antes de cometer o suicídio.